# Doller
Die Doller ist ein 46,5 Kilometer langer, westlicher und linker Zufluss der Ill in der französischen Region Grand Est, der durch das Département Haut-Rhin verläuft.

## Name
Die ersten urkundlichen Nennungen der Doller sind:
- 12. Jh. Olruna
- 14. Jh. Tolre
- 1513–17 Tholdre

Der Name ist eine r-Ableitung zu ahd. tol 'toll, wild, reißend'.

## Geographie

### Verlauf
Die Doller entspringt ungefähr 900 m nordwestlich des Baerenkopf im Bereich des Elsässer Belchen (frz. Ballon d’Alsace) in den Vogesen.
Schon an dieser Stelle heißt sie Doller und nimmt den Wagenstallbach an ihrer linken Seite auf. Nachdem sie sich in großem Bogen um mehr als 180° gewendet hat, wendet sie sich im Vallée de la Doller im Kanton Masevaux-Niederbruck in Richtung Ost-Südost. In diesem Tal liegen die Gemeinden Sewen, Dolleren, Oberbruck, Kirchberg, Wegscheid, Sickert, Masevaux-Niederbruck und Sentheim. Außerhalb des Gebirgssystems der Vogesen ändert die Doller ihre Hauptrichtung leicht und fließt in Richtung Ost. In Mülhausen mündet sie auf einer Höhe von etwa 235 m in die Ill.

Die Doller
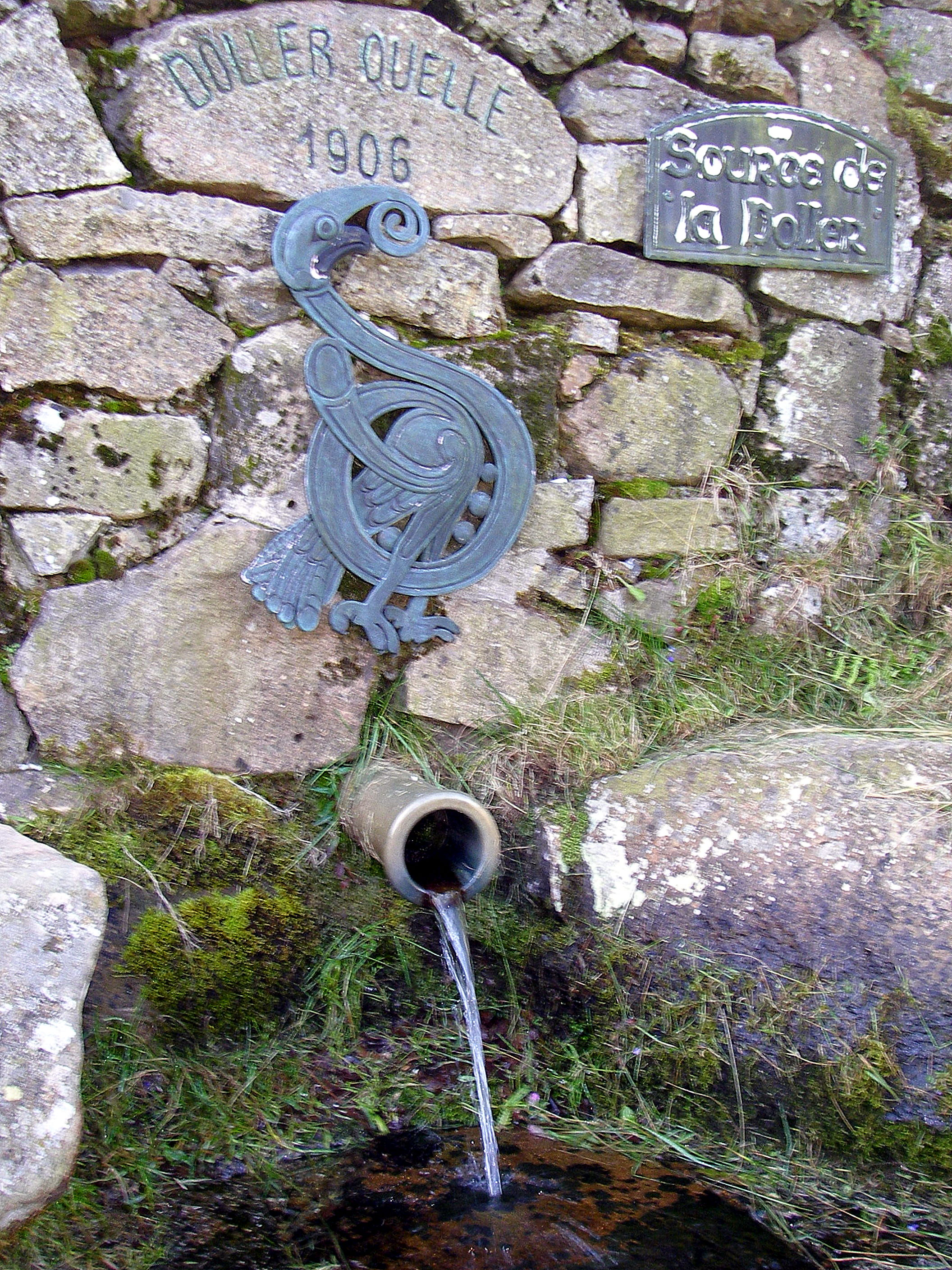
Quelle
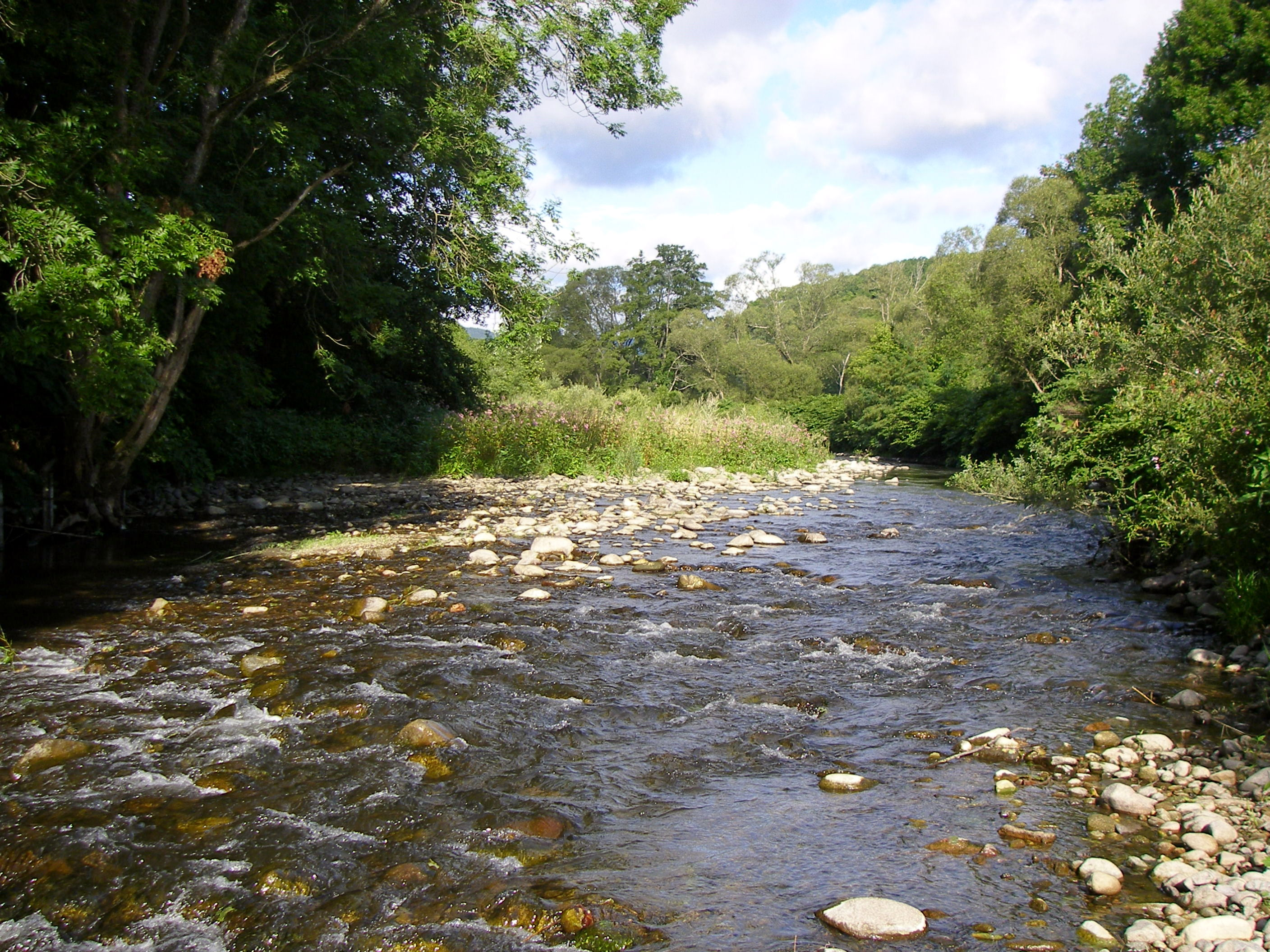
… zwischen Guewenheim und Sentheim
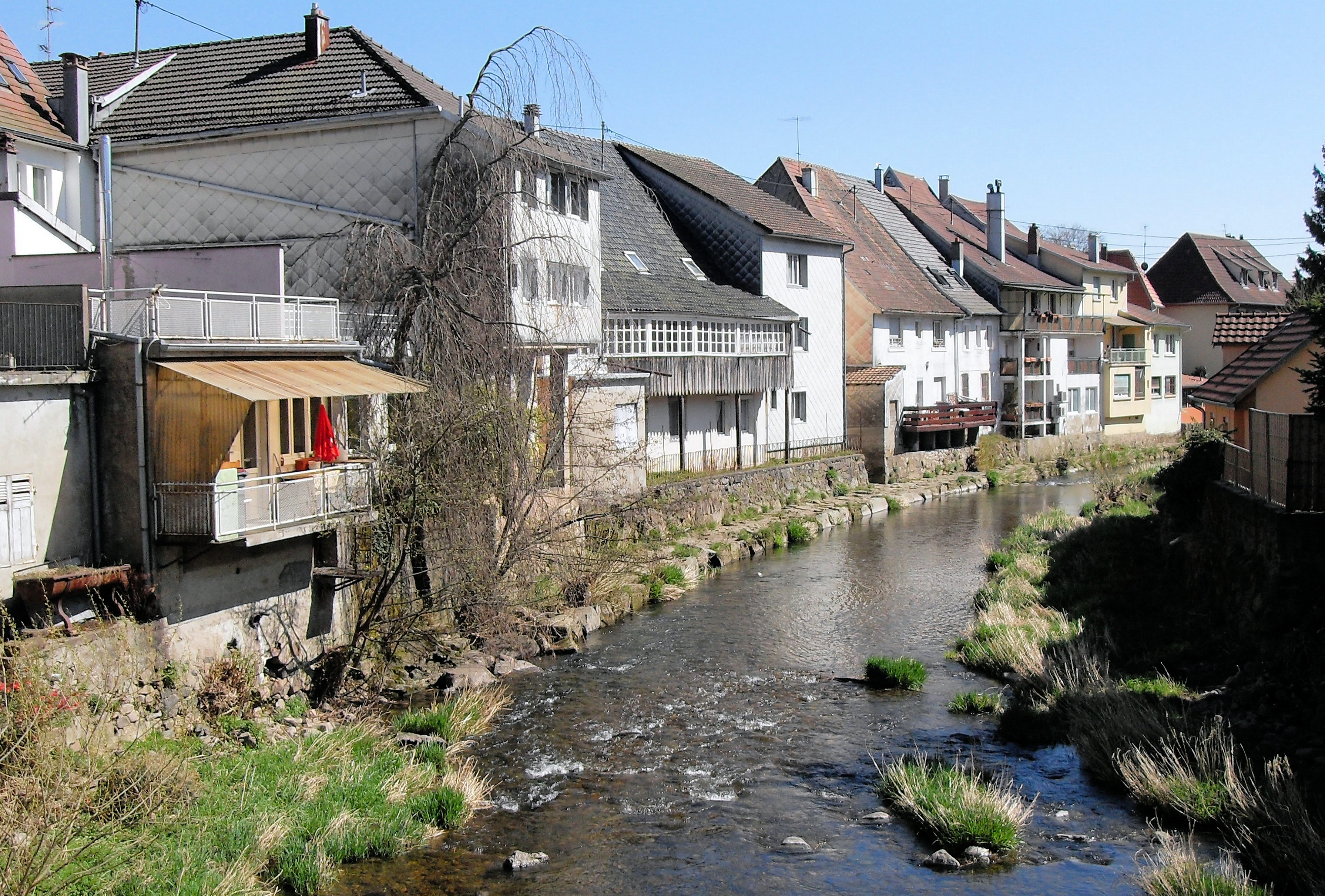
… in Masevaux-Niederbruck

### Zuflüsse
- La Kaltenbrunnen (links)
- Le Firtig (links)
- Latschgraben (rechts)
- Wagenstellbach (links)
- Seebach bei Sewen (links), 2,5 km
- Graberbach (rechts), 3,4 km
- Seebach bei Oberbruck (links)
- Soultzbach (links)
- Heimbach (links), 2,2 km
- Lachtelweiherbaechle (rechts), 4,9 km
- La Rohne (rechts), 2,6 km
- Sickertbach (links), 3,1 km
- Odilenbaechle (rechts), 3,8 km
- Willerbach (links), 4,7 km
- Houppachbaechle (links)
- Grambaechle (rechts), 2,8 km
- Le Talungrunzbach (rechts) 2,7 km
- Silbach (links)
- Bourbach (links)
- Hahnenbach (rechts), 6,0 km
- Michelbach (links)
- Steinbaechel (rechts)
- Baerenbach (links), 17,7 km

## Hydrologie
An der Mündung in die Ill beträgt die mittlere Abflussmenge (MQ) 4,26 m³/s; das Einzugsgebiet umfasst hier 215,4 km².
In Reiningue wurde über einen Zeitraum von 43 Jahren (1967–2009) die durchschnittliche jährliche Abflussmenge der Doller berechnet. Das Einzugsgebiet entspricht an dieser Stelle etwa 180 km², damit etwa 83,7 % des vollständigen Einzugsgebietes des Flusses.
Die Abflussmenge der Doller, mit dem Jahresdurchschnittwert von 4,22 m³/s, schwankt im Laufe des Jahres recht stark. Die höchsten Wasserstände werden in den Wintermonaten Dezember bis Februar gemessen. Ihren Höchststand erreicht die Abflussmenge mit 7,98 m³/s im Februar. Von März an geht die Schüttung Monat für Monat zurück und erreicht ihren niedrigsten Stand im August mit 1,09 m³/s, um danach wieder von Monat zu Monat anzusteigen.
Der  monatliche mittlere Abfluss (MQ) der Doller in m³/s, gemessen  an der hydrologischen Station Reiningue
Daten aus den Werten der Jahre 1967–2009 berechnet

## Eisenbahnunfall
Zwischen Lutterbach und Dornach, heute ein Stadtteil von Mulhouse, quert die Bahnstrecke Strasbourg–Basel die Doller. Am 13. März 1876 sank bei der Überfahrt eines Personenzugs über die Brücke ein durch Hochwasser unterspülter Brückenpfeiler ein. Die Lokomotive und die drei folgenden Wagen stürzten in den Fluss. Ein Mensch starb bei diesem Eisenbahnunfall von Lutterbach.